# CDC NOS
CDC NOS (аббр. от Network Operating System) — операционная система с возможностью работы в режиме разделения времени. Разработана в Control Data Corporation в 1970-х годах. NOS работала на 60-битных мейнфреймах семейства CDC 6000 и их производных. NOS заменила более раннюю операционную систему CDC KRONOS в конце 1970-х, и сама, в свою очередь, была заменена системой NOS/VE предназначенной для 64-битных систем Cyber-180 в середине 1980-х годов.